# كاغآلي

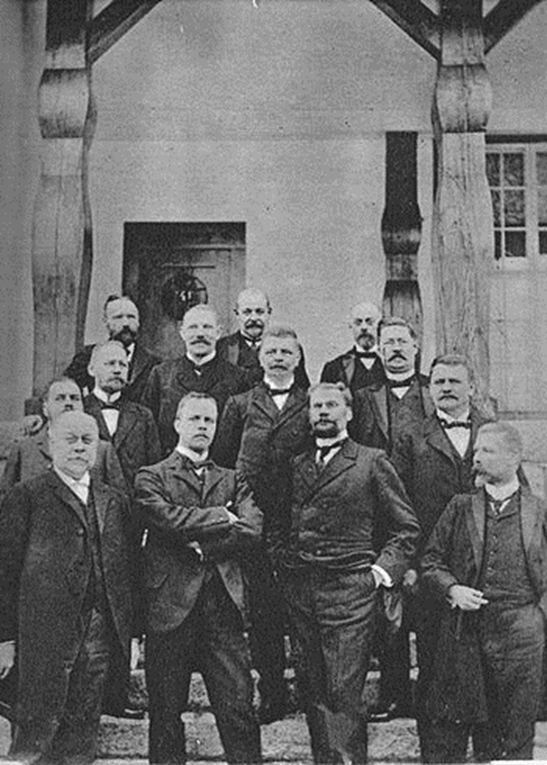

كاغالي (Kagaali) جمعية سرية فنلندية تأسست في إبان فترة الاضطهاد الروسي ، لمقاومة الحكومة القمعية لنيكولاي بوبريكوف حاكم فنلندا العام .
يعتقد أن ليو ميكيلين كان الشخصية المركزية في كاغالي ، و هو ليبرالي مستقل ، ولكن ضمت الشخصيات القيادية البارزة حزبيين أيضا: كارل مانرهايم (الأخ الأكبر لمارشال فنلندا كارل غوستاف إميل مانرهايم) و أدولف فون بونسدورف و إرنست إستلاندر و ج. ن. رويتر و أدولف تورنغرن و فلهلم زيلياكوس عن حزب الشعب السويدي ، و من الحزب الفنلندي الشاب: إيرو إركو و تيودور هومن و هيكي رنفال و بهر إفيند سفنهوفود.